# قائمة قرارات مجلس الأمن التابع للأمم المتحدة من 1401 إلى 1500
هذه قائمة قرارات مجلس أمن الأمم المتحدة رقم 1401 إلى 1500 المعتمدة في الفترة بين 28 مارس 2002 و14 أغسطس 2003.

## القائمة
| القرارات | التاريخ        | التصويت                                                 | الاهتمامات                                                                                             |
| -------- | -------------- | ------------------------------------------------------- | --- |
| 1401     | 28 مارس 2002   | 15-0-0                                                  | إنشاء بعثة الأمم المتحدة للمساعدة في أفغانستان                                                         |
| 1402     | 30 مارس 2002   | 14–0–0 (سوريا لم تشارك)                                 | الدعوى لوقف إطلاق النار بين إسرائيل و فلسطين                                                           |
| 1403     | 4 أبريل 2002   | 15-0-0                                                  | المطالبة بتنفيذ القرار 1402                                                                            |
| 1404     | 18 أبريل 2002  | 15-0-0                                                  | تمديد آلية مراقبة العقوبات في أنجولا                                                                   |
| 1405     | 19 أبريل 2002  | 15-0-0                                                  | حث المنظمات الإنسانية على الوصول إلى السكان المدنيين الفلسطينيين                                       |
| 1406     | 30 أبريل 2002  | 15-0-0                                                  | تمديد ولاية بعثة الأمم المتحدة للاستفتاء في الصحراء الغربية                                            |
| 1407     | 3 مايو 2002    | 15-0-0                                                  | تأسيس لجنة خبراء للتحقيق في انتهاكات حظر توريد الأسلحة ضد الصومال                                      |
| 1408     | 6 مايو 2002    | 15-0-0                                                  | تمديد العقوبات ضد ليبيريا                                                                              |
| 1409     | 14 مايو 2002   | 15-0-0                                                  | اعتماد العقوبات المنقحة ضد العراق؛ امتداد برنامج النفط مقابل الغذاء                                    |
| 1410     | 17 مايو 2002   | 15-0-0                                                  | إنشاء بعثة الأمم المتحدة لدعم تيمور الشرقية                                                            |
| 1411     | 17 مايو 2002   | 15-0-0                                                  | قضاة الجنسية المزدوجة فيالمحكمة الجنائية الدولية لرواندا والمحكمة الجنائية الدولية ليوغوسلافيا السابقة |
| 1412     | 17 مايو 2002   | 15-0-0                                                  | تعليق قيود السفر على المسئولين في أنجولا                                                               |
| 1413     | 23 مايو 2002   | 15-0-0                                                  | تمديد إذن قوة المساعدة الأمنية الدولية في أفغانستان                                                    |
| 1414     | 23 مايو 2002   | تم اعتماده بدون تصويت                                   | قبول تيمور الشرقية لدى الأمم المتحدة                                                                   |
| 1415     | 30 مايو 2002   | 15-0-0                                                  | تمديد ولاية قوة الأمم المتحدة لمراقبة فض الاشتباك                                                      |
| 1416     | 13 يونيو 2002  | 15-0-0                                                  | تمديد ولاية قوة الأمم المتحدة لحفظ السلام في قبرص                                                      |
| 1417     | 14 يونيو 2002  | 15-0-0                                                  | تمديد ولاية بعثة الأمم المتحدة في جمهورية الكونغو الديمقراطية                                          |
| 1418     | 21 يونيو 2002  | 15-0-0                                                  | تمديد ولاية بعثة الأمم المتحدة في البوسنة والهرسك                                                      |
| 1419     | 26 يونيو 2002  | 15-0-0                                                  | دعوى إلى التعاون مع الإدارة الانتقالية الأفغانية                                                       |
| 1420     | 30 يونيو 2002  | 15-0-0                                                  | تمديد ولاية بعثة الأمم المتحدة في البوسنة والهرسك                                                      |
| 1421     | 3 يوليو 2002   | 15-0-0                                                  | تمديد ولاية بعثة الأمم المتحدة في البوسنة والهرسك                                                      |
| 1422     | 12 يوليو 2002  | 15-0-0                                                  | منح موظفي الأمم المتحدة لحفظ السلام حصانة من المقاضاة                                                  |
| 1423     | 12 يوليو 2002  | 15-0-0                                                  | تمديد ولاية بعثة الأمم المتحدة في البوسنة والهرسك                                                      |
| 1424     | 12 يوليو 2002  | 15-0-0                                                  | تمدد ولاية بعثة مراقبي الأمم المتحدة في بريفلاكا                                                       |
| 1425     | 22 يوليو 2002  | 15-0-0                                                  | تأسيس لجنة خبراء لتعزيز حظر الأسلحة المفروض على الصومال وتنفيذه بالكامل                                |
| 1426     | 24 يوليو 2002  | تم اعتماده بدون تصويت                                   | قبول سويسرا في الأمم المتحدة                                                                           |
| 1427     | 29 يوليو 2002  | 15-0-0                                                  | تمديد ولاية بعثة مراقبي الأمم المتحدة في جورجيا                                                        |
| 1428     | 30 يوليو 2002  | 15-0-0                                                  | تمدد ولاية قوة الأمم المتحدة المؤقتة في لبنان                                                          |
| 1429     | 30 يوليو 2002  | 15-0-0                                                  | تمديد ولاية بعثة الأمم المتحدة للاستفتاء في الصحراء الغربية                                            |
| 1430     | 14 أغسطس 2002  | 15-0-0                                                  | تعديل ولاية بعثة الأمم المتحدة في إثيوبيا وإريتريا                                                     |
| 1431     | 14 أغسطس 2002  | 15-0-0                                                  | إنشاء مجموعة من القضاة المخصصين في المحكمة الجنائية الدولية لرواندا                                    |
| 1432     | 15 أغسطس 2002  | 15-0-0                                                  | تمدد تعليق عقوبات السفر في أنجولا                                                                      |
| 1433     | 15 أغسطس 2002  | 15-0-0                                                  | تأسيس بعثة الأمم المتحدة في أنغولا                                                                     |
| 1434     | 6 سبتمبر 2002  | 15-0-0                                                  | تمديد ولاية بعثة الأمم المتحدة في إثيوبيا وإريتريا                                                     |
| 1435     | 24 سبتمبر 2002 | 14–0–1 (ممتنع: الولايات المتحدة)                        | المطالب تنتهي بإجراءات إسرائيل في رام الله وسحب القوات                                                 |
| 1436     | 24 سبتمبر 2002 | 15-0-0                                                  | تمديد ولاية بعثة الأمم المتحدة في سيراليون                                                             |
| 1437     | 11 أكتوبر 2002 | 15-0-0                                                  | تمدد ولاية بعثة مراقبي الأمم المتحدة في بريفلاكا للوقت النهائي                                         |
| 1438     | 14 أكتوبر 2002 | 15-0-0                                                  | إدانة تفجيرات بالي 2002                                                                                |
| 1439     | 18 أكتوبر 2002 | 15-0-0                                                  | تمدد آلية مراقبة العقوبات في أنجولا؛ رفع حظر السفر                                                     |
| 1440     | 24 أكتوبر 2002 | 15-0-0                                                  | إدانة أزمة مسرح موسكو رهينة                                                                            |
| 1441     | 8 نوفمبر 2002  | 15-0-0                                                  | منح العراق الفرصة الأخيرة لنزع أسلحة الدمار الشامل                                                     |
| 1442     | 25 نوفمبر 2002 | 15-0-0                                                  | تمديد ولاية قوة الأمم المتحدة لحفظ السلام في قبرص                                                      |
| 1443     | 25 نوفمبر 2002 | 15-0-0                                                  | امداد العراق برنامج النفط مقابل الغذاء                                                                 |
| 1444     | 27 نوفمبر 2002 | 15-0-0                                                  | تمديد إذن قوة المساعدة الأمنية الدولية في أفغانستان                                                    |
| 1445     | 4 ديسمبر 2002  | 15-0-0                                                  | توسيع بعثة الأمم المتحدة في جمهورية الكونغو الديمقراطية                                                |
| 1446     | 4 ديسمبر 2002  | 15-0-0                                                  | تمدد العقوبات ضد استيراد الماس غير المشروع من سيراليون                                                 |
| 1447     | 4 ديسمبر 2002  | 15-0-0                                                  | امداد العراق برنامج النفط مقابل الغذاء                                                                 |
| 1448     | 9 ديسمبر 2002  | 15-0-0                                                  | إنهاء العقوبات في أنجولا                                                                               |
| 1449     | 13 ديسمبر 2002 | 15-0-0                                                  | الترشيحات للقضاة في المحكمة الجنائية الدولية لرواندا                                                   |
| 1450     | 13 ديسمبر 2002 | 14–1–0 (ضد: سوريا)                                      | إدانة هجمات ضد أهداف إسرائيلية في مومباسا، كينيا                                                       |
| 1451     | 17 ديسمبر 2002 | 15-0-0                                                  | تمدد ولاية قوة الأمم المتحدة لمراقبة فض الاشتباك                                                       |
| 1452     | 20 ديسمبر 2002 | 15-0-0                                                  | تعديل أحكام العقوبات ضد طالبان والقاعدة                                                                |
| 1453     | 24 ديسمبر 2002 | 15-0-0                                                  | الموافقة على إعلان كابول حول علاقات حسن الجوار في أفغانستان                                            |
| 1454     | 30 ديسمبر 2002 | 13–0–2 (ممتنعون: روسيا، سوريا)                          | تعديل قائمة السلع والإجراءات المقيدة الخاصة بالعراق برنامج النفط مقابل الغذاء                          |
| 1455     | 17 يناير 2003  | 15-0-0                                                  | تحسين تطبيق الإجراءات ضد طالبان و القاعدة                                                              |
| 1456     | 20 يناير 2003  | 15-0-0                                                  | الدعوى إلى اتخاذ إجراءات عاجلة لقمع ومنع دعم الإرهاب                                                   |
| 1457     | 24 يناير 2003  | 15-0-0                                                  | إدانة الاستغلال غير القانوني للموارد الطبيعية في جمهورية الكونغو الديمقراطية؛ لجنة التحقيق             |
| 1458     | 28 يناير 2003  | 15-0-0                                                  | إعادة تأسيس لجنة لرصد الامتثال للجزاءات ضد ليبيريا                                                     |
| 1459     | 28 يناير 2003  | 15-0-0                                                  | التعبير عن دعم لنظام عملية كيمبرلي لإصدار الشهادات                                                     |
| 1460     | 30 يناير 2003  | 15-0-0                                                  | الأطفال في النزاع المسلح                                                                               |
| 1461     | 30 يناير 2003  | 15-0-0                                                  | تمدد ولاية قوة الأمم المتحدة المؤقتة في لبنان                                                          |
| 1462     | 30 يناير 2003  | 15-0-0                                                  | تمديد ولاية بعثة مراقبي الأمم المتحدة في جورجيا                                                        |
| 1463     | 30 يناير 2003  | 15-0-0                                                  | تمديد ولاية بعثة الأمم المتحدة للاستفتاء في الصحراء الغربية                                            |
| 1464     | 4 فبراير 2003  | 15-0-0                                                  | دعاوى لتنفيذ اتفاق السلام في ساحل العاج خلال الحرب الأهلية                                             |
| 1465     | 13 فبراير 2003 | 15-0-0                                                  | إدانة قصف نادي نوغال، كولومبيا                                                                         |
| 1466     | 14 مارس 2003   | 15-0-0                                                  | تمديد ولاية بعثة الأمم المتحدة في إثيوبيا وإريتريا                                                     |
| 1467     | 18 مارس 2003   | 15-0-0                                                  | الدعوى إلى تعزيز التعاون ضد الاتجار بالأسلحة و المرتزقة في غرب أفريقيا                                 |
| 1468     | 20 مارس 2003   | 15-0-0                                                  | الترحيب باتفاقية إنشاء حكومة انتقالية في جمهورية الكونغو الديمقراطية                                   |
| 1469     | 25 مارس 2003   | 15-0-0                                                  | تمديد ولاية بعثة الأمم المتحدة للاستفتاء في الصحراء الغربية                                            |
| 1470     | 28 مارس 2003   | 15-0-0                                                  | تمديد ولاية بعثة الأمم المتحدة في سيراليون                                                             |
| 1471     | 28 مارس 2003   | 15-0-0                                                  | تمديد ولاية بعثة الأمم المتحدة للمساعدة في أفغانستان                                                   |
| 1472     | 28 مارس 2003   | 15-0-0                                                  | تعديلات على العراق في برنامج النفط مقابل الغذاء                                                        |
| 1473     | 4 أبريل 2003   | 15-0-0                                                  | تخفيض عدد عناصر الشرطة والعسكرية في بعثة الأمم المتحدة لدعم تيمور الشرقية                              |
| 1474     | 8 أبريل 2003   | 15-0-0                                                  | إعادة تأسيس لجنة للتحقيق في انتهاكات حظر توريد الأسلحة ضد الصومال                                      |
| 1475     | 14 أبريل 2003  | 15-0-0                                                  | تأسف لعدم التوصل لتسوية نزاع قبرصي                                                                     |
| 1476     | 24 أبريل 2003  | 15-0-0                                                  | امداد العراق برنامج النفط مقابل الغذاء                                                                 |
| 1477     | 29 أبريل 2003  | 15-0-0                                                  | الترشيحات للقضاة المخصصين في المحكمة الجنائية الدولية لرواندا                                          |
| 1478     | 6 مايو 2003    | 15-0-0                                                  | تمديد العقوبات ضد ليبيريا؛ حظر الواردات من الخشب في ليبريا                                             |
| 1479     | 13 مايو 2003   | 15-0-0                                                  | تأسيس بعثة الأمم المتحدة في كوت ديفوار                                                                 |
| 1480     | 19 مايو 2003   | 15-0-0                                                  | تمدد ولاية بعثة الأمم المتحدة لدعم تيمور الشرقية                                                       |
| 1481     | 19 مايو 2003   | 15-0-0                                                  | منح المزيد من الصلاحيات للقضاة المؤقتين في المحكمة الجنائية الدولية ليوغوسلافيا السابقة                |
| 1482     | 19 مايو 2003   | 15-0-0                                                  | تمديد فترة القضاة في المحكمة الجنائية الدولية لرواندا                                                  |
| 1483     | 22 مايو 2003   | 14–0–0 (سوريا لم تشارك)                                 | رفع العقوبات ضد العراق؛ تمديد برنامج النفط مقابل الغذاء                                                |
| 1484     | 30 مايو 2003   | 15-0-0                                                  | الإذن لـ عملية أرتميس في بونيا، جمهورية الكونغو الديمقراطية                                            |
| 1485     | 30 مايو 2003   | 15-0-0                                                  | تمديد ولاية بعثة الأمم المتحدة للاستفتاء في الصحراء الغربية                                            |
| 1486     | 11 يونيو 2003  | 15-0-0                                                  | تمديد ولاية قوة الأمم المتحدة لحفظ السلام في قبرص                                                      |
| 1487     | 12 يونيو 2003  | 12–0–3 (ممتنعون: فرنسا، ألمانيا، سوريا)                 | استثناء قوات حفظ السلام التابعة للأمم المتحدة من المحكمة الجنائية الدولية                              |
| 1488     | 26 يونيو 2003  | 15-0-0                                                  | تمدد ولاية قوة الأمم المتحدة لمراقبة فض الاشتباك                                                       |
| 1489     | 26 يونيو 2003  | 15-0-0                                                  | تمديد ولاية بعثة الأمم المتحدة في جمهورية الكونغو الديمقراطية                                          |
| 1490     | 3 يوليو 2003   | 15-0-0                                                  | تمدد ولاية بعثة الأمم المتحدة للمراقبة في العراق والكويت                                               |
| 1491     | 11 يوليو 2003  | 15-0-0                                                  | تمدد ولاية قوة تثبيت الاستقرار في البوسنة والهرسك                                                      |
| 1492     | 18 يوليو 2003  | 5-0-0                                                   | سحب بعثة الأمم المتحدة في سيراليون                                                                     |
| 1493     | 28 يوليو 2003  | 15-0-0                                                  | تمديد ولاية بعثة الأمم المتحدة في جمهورية الكونغو الديمقراطية                                          |
| 1494     | 30 يوليو 2003  | 15-0-0                                                  | تمديد ولاية بعثة مراقبي الأمم المتحدة في جورجيا                                                        |
| 1495     | 31 يوليو 2003  | 15-0-0                                                  | تمديد ولاية بعثة الأمم المتحدة للاستفتاء في الصحراء الغربية                                            |
| 1496     | 31 يوليو 2003  | 15-0-0                                                  | تمدد ولاية قوة الأمم المتحدة المؤقتة في لبنان                                                          |
| 1497     | 1 أغسطس 2003   | 12–0–12 (الممتنعون عن التصويت: فرنسا وألمانيا والمكسيك) | إنشاء قوة متعددة الجنسيات في ليبيريا خلال الحرب الأهلية الليبرية الثانية                               |
| 1498     | 4 أغسطس 2003   | 15-0-0                                                  | تجديد تصريح فرنسي و قوات غرب أفريقيا العاملة في ساحل العاج                                             |
| 1499     | 13 أغسطس 2003  | 15-0-0                                                  | تمديد فريق الخبراء لمراقبة استغلال الموارد الطبيعية في جمهورية الكونغو الديمقراطية                     |
| 1500     | 14 أغسطس 2003  | 14–0–1 (ممتنع: سوريا)                                   | إنشاء بعثة الأمم المتحدة للمساعدة في العراق                                                            |